# Igor Štimac

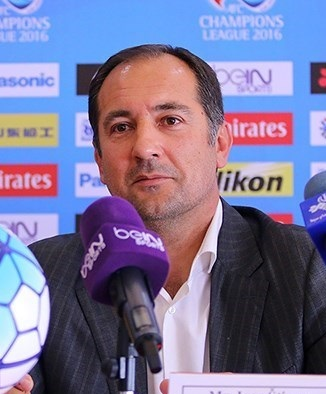
Em 2016.

Igor Štimac (Metković, 6 de setembro de 1967) é um ex-futebolista e treinador de futebol croata que atuava como zagueiro ou cabeça-de-área.
Foi uma das estrelas da Iugoslávia vencedora da Copa do Mundo FIFA Sub-20 de 1987 (mesmo suspendo da decisão por acúmulo de cartões, chegou a marcar dois gols na campanha, sobre o próprio anfitrião Chile na fase de grupos e na semifinal diante da Alemanha Oriental) e da Croácia medalha de bronze na Copa do Mundo FIFA de 1998.

## Carreira de jogador
Na ocasião do título juvenil, estava emprestado pelo Hajduk Split ao Dinamo Vinkovci. Štimac logo regressou à equipe de origem, tornando-se ídolo. Com a eclosão do violento processo de dissolução da Iugoslávia, contudo, ele rumou ao futebol da Espanha. Um de seus colegas no título havia sido Siniša Mihajlović, parceria que acabou rompida naquelas guerras civis: em 1991, uma semana após o Estrela Vermelha (clube de Mihajlović) classificar-se à final da Liga dos Campeões da UEFA de 1990–91, houve duelo com o Hajduk marcado pelas agressões físicas e verbais entre ambos - como uma na qual Štimac teria manifestado desejo aberto para que a família do antigo colega fosse assassinada na Guerra de Independência da Croácia, terra de origem da família materna do rival, ele próprio um sérvio nascido na Croácia.
Štimac participou da primeira partida oficial da Seleção Croata independente. Acertado com o Cádiz, chegou a regressar rapidamente ao Hajduk antes de iniciar, em 1995, trajetória de sucesso na Premier League: tornou-se jogador cultuado pela torcida do Derby County, chegando a ser capitão.
O defensor foi precisamente o primeiro jogador da talentosa geração croata da década de 1990 a ser prospectado pelo futebol da Inglaterra. Em paralelo, esteve na Eurocopa 1996 juntamente de outros antigos campeões juvenis de 1987, e, então na Copa de 1998. Após o Mundial, ele foi contratado pelo West Ham United. Embora não tenha logrado a mesma idolatria que tivera no Derby, teve uma boa primeira temporada em Londres.
Em 1999, contudo, amargou a desclassificação croata nas eliminatórias à Eurocopa 2000, precisamente para a Iugoslávia, em duelos em que Mihajlović terminou apontado como jogador mais destacado no empate em 2-2 dentro de uma Zagreb hostil aos sérvios e montenegrinos. O resultado classificou-os em primeiro lugar e deixou os croatas sob "luto", ultrapassados na segunda colocação pela Irlanda e consequentemente eliminados.
Liberado pelo West Ham após uma segunda temporada, Štimac ainda fez parte da classificação croata à Copa do Mundo FIFA de 2002, embora não fosse esperada sua inclusão na lista final ao Mundial.

## Carreira de treinador
Assumiu como técnico da Croácia em julho de 2012. No cargo, chegou a enfrentar novamente o rival Siniša Mihajlović, que em paralelo era treinador precisamente da Seleção Sérvia, nas eliminatórias europeias à Copa do Mundo FIFA de 2014. Štimac venceu o duelo em Zagreb, que inclusive teve torcida única. Apesar dos antecedentes dos tempos de guerra, ele e Mihajlović permitiram-se um abraço cordial.
Uma série de quatro jogos seguidos sem vencer nas eliminatórias custou-lhe o trabalho em outubro de 2023 e sua substituição por Niko Kovač.
Ele veio a fazer trabalhos na Ásia, treinando clubes do Irã e do Qatar até assumir, em 2019, a Seleção da Índia.

## Títulos
- Copa do Mundo FIFA Sub-20 de 1987 [1]